# Myli-Schlucht

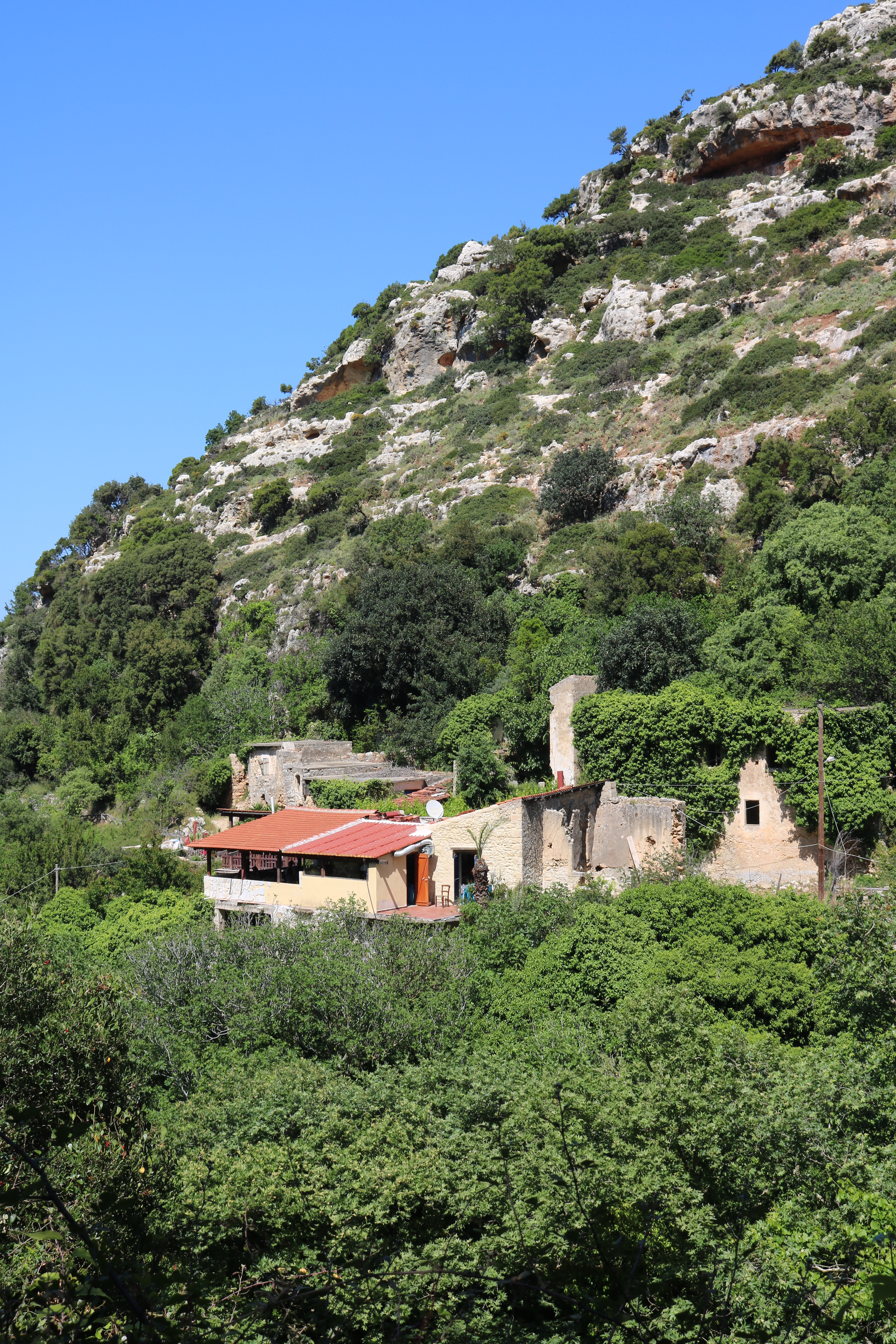
Taverne im Oberlauf der Schlucht

Die Myli-Schlucht (griechisch Φαράγγι των μύλων ‚Schlucht der Mühlen‘) ist eine von Süden nach Norden verlaufende Schlucht im Norden Kretas. Sie liegt südöstlich von Rethymno und wies seit der Zeit der venezianischen Herrschaft auf Kreta zahlreiche Wassermühlen auf. Ihre Reste sind heute ein Dokument vorindustrieller landwirtschaftlicher Arbeitsprozesse. Die Schlucht ist heute ein beliebtes Ausflugsziel für Wanderer und Touristen, insbesondere Familien. Am Wegrand stehen zahlreiche, teilweise seltene Pflanzen.

## Lage und Umgebung

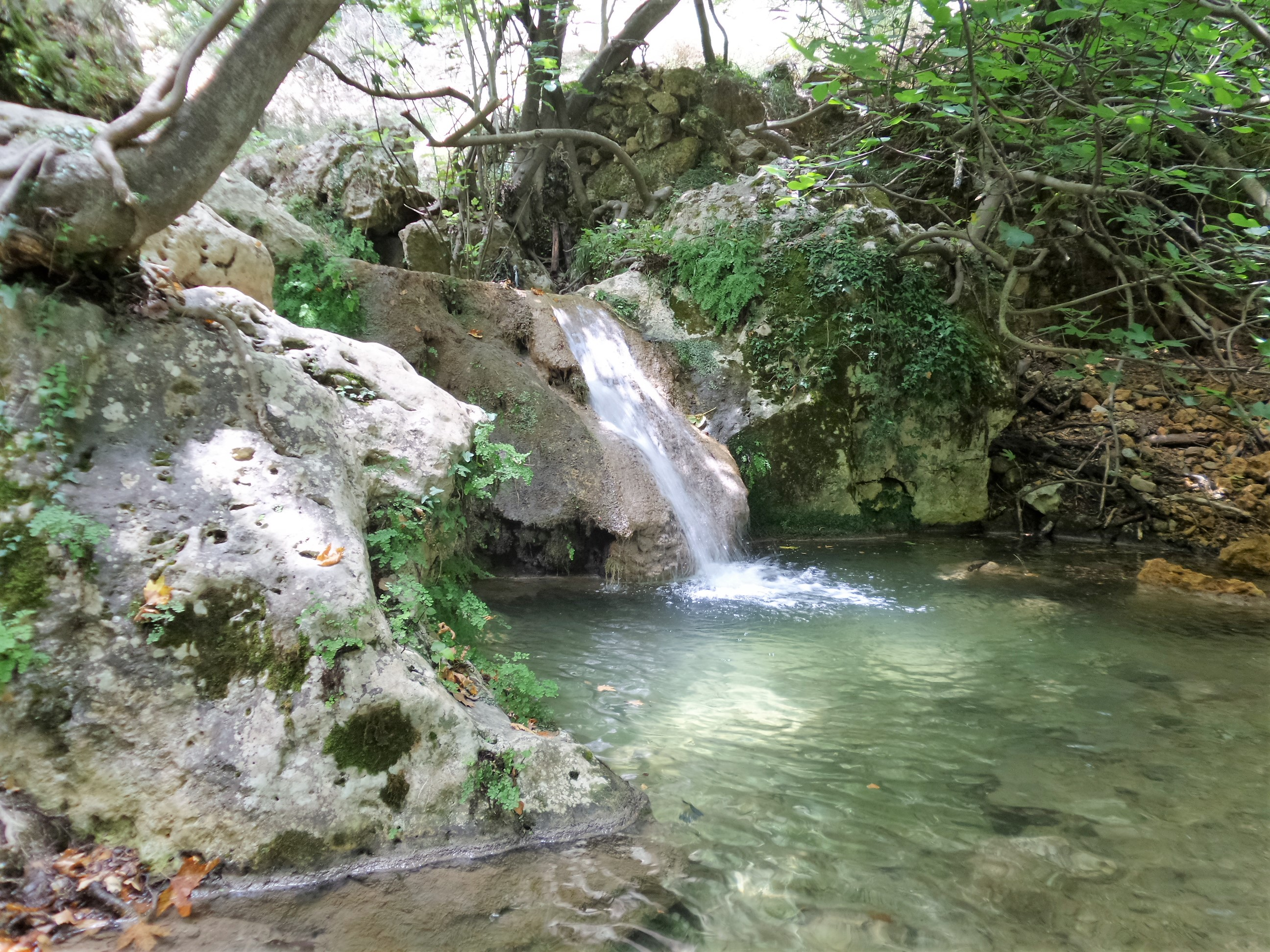
Wasserkaskade in der Myli-Schlucht

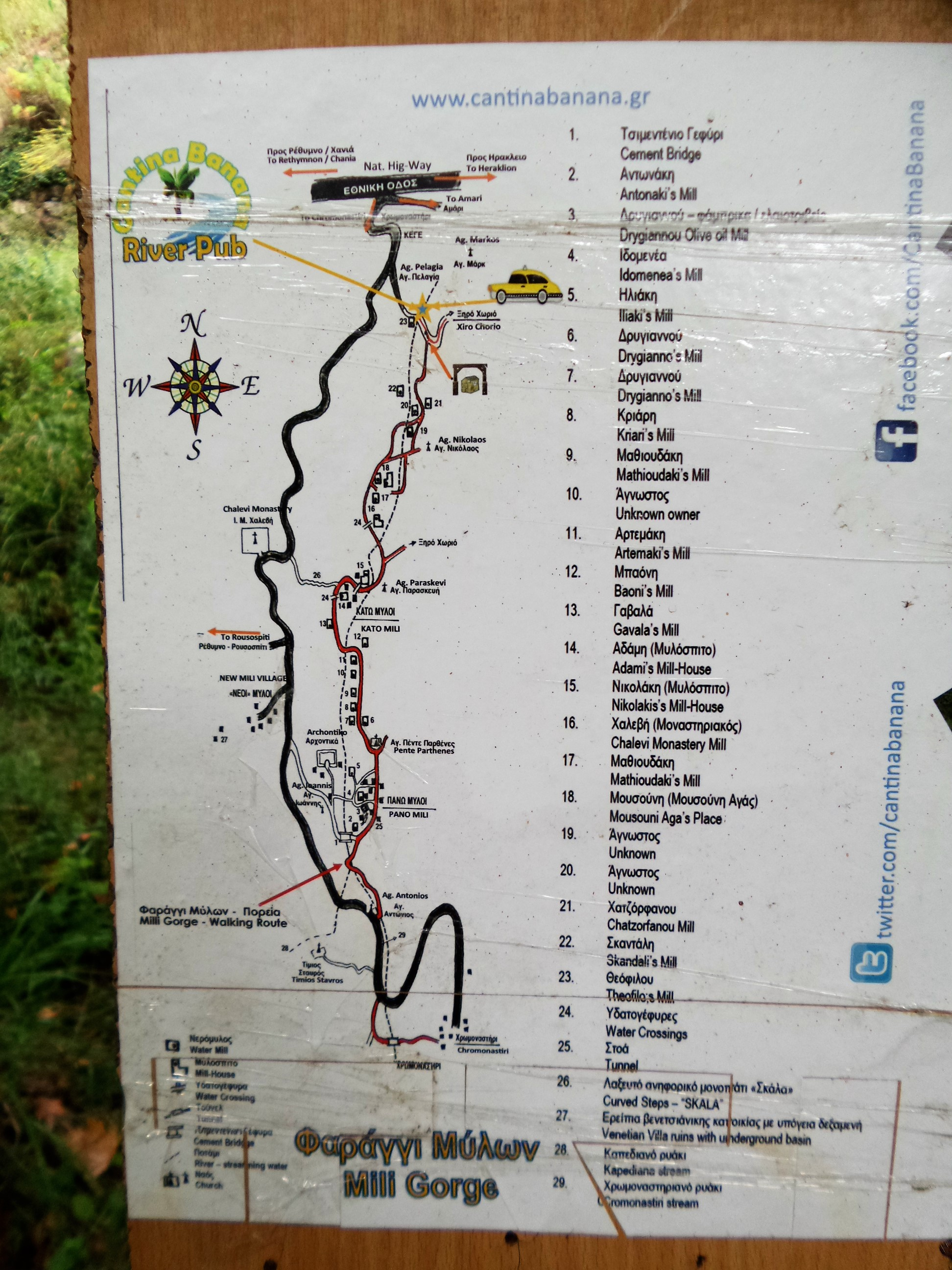
Weg durch die Myli-Schlucht

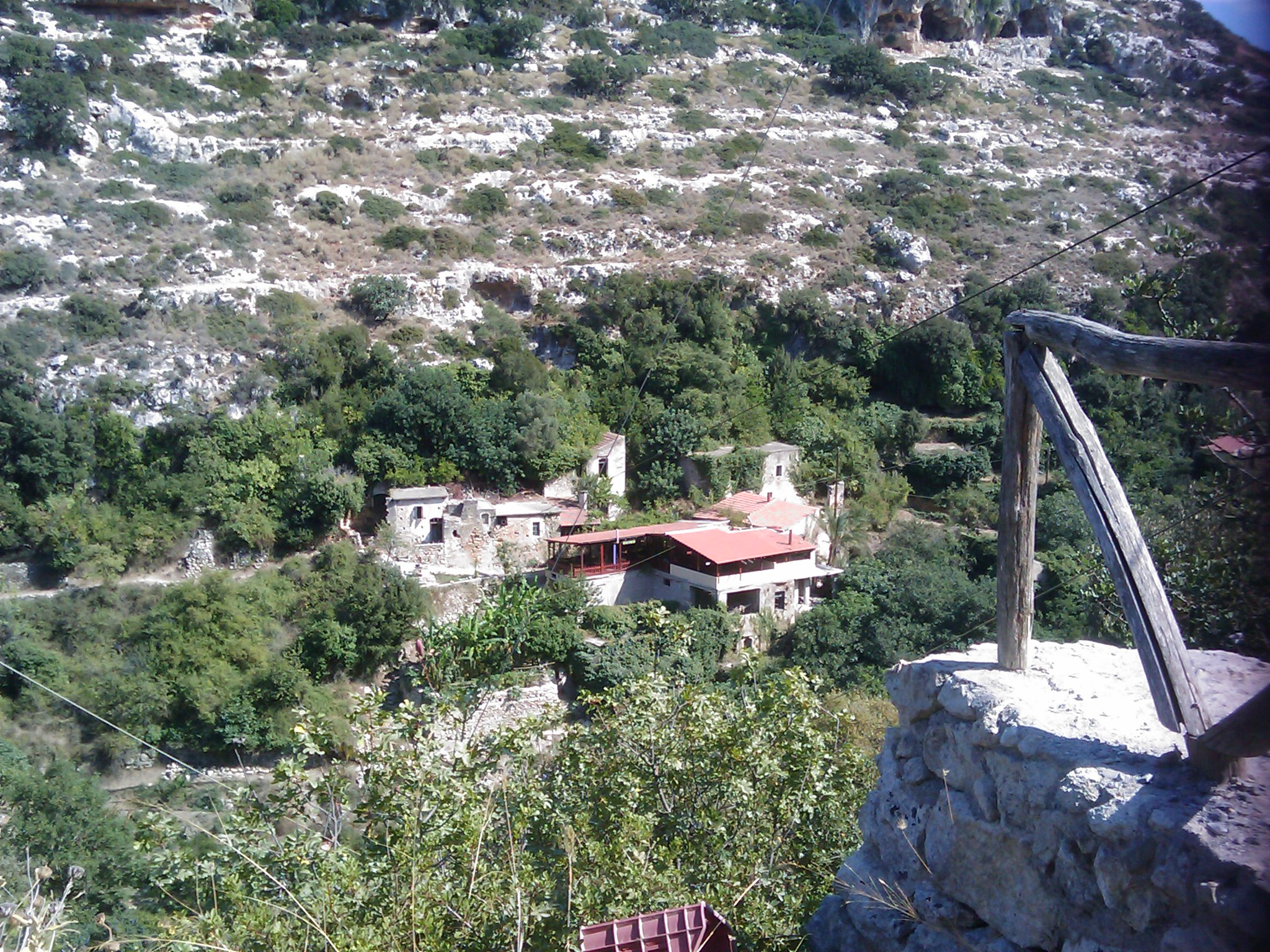
Myli-Schlucht, gesehen vom oberen Startpunkt des Wanderweges

Die Schlucht liegt etwa 4 Kilometer südöstlich von Rethymno und ist ungefähr vier Kilometer lang. Zu erreichen ist die Myli-Schlucht von Rethymno aus mit einem Ausflugsbus oder mit dem Taxi zu den nächstgelegenen Orten „Nei“ Myli («Νέοι» Μύλοι) und Chromonastiri. Durch die Schlucht führt ein Wanderweg entlang dem Mühlenbach, der am Nordhang des 811 Meter hohen Berges Angali entspringt. Als Ausgangspunkt für eine Wanderung durch die Schlucht abwärts kann eine nur zu Fuß erreichbare Taverne im Ortsteil Pano Myli dienen, von der auf einem teilweise steilen Weg zur Cantina Banana abgestiegen werden kann, Trittsicherheit ist erforderlich. Der eigentliche Einstieg in die Myli-Schlucht liegt am Fuß des Berghanges hinter Xiro Chorio (Ξηρό Χωριό), zu erreichen von der Nationalstraße 90 über eine etwa 2,5 Kilometer lange Straße oder zu Fuß über eine etwa 1,5 Kilometer lange Wegstrecke.

## Geschichte
In der Schlucht sind die Reste zahlreicher aufwendig gebauter Gebäude, Brücken und Kanäle für Wassermühlen zu sehen, die im 16. Jahrhundert, zur Zeit der venezianischen Herrschaft auf Kreta, entstanden sind und teilweise bis in die 1970er Jahre in Betrieb waren. Es waren hauptsächlich Getreidemühlen, die den in der Umgebung angebauten Weizen verarbeiteten. Eine der Mühlen wurde restauriert und ist als Museum zugänglich (vorübergehend geschlossen).
Sehenswert sind auch die Kapellen, insbesondere die alte Agia Nikolaos sowie im Oberlauf des Tales Agii Pende Parthenes, von der die Aussicht bis zur Nordküste reicht.
In den 1960er Jahren verließ die Bevölkerung das alte Dorf Kato Myli, um an verkehrsgünstigerer Stelle neu zu siedeln (Nei Myli).

## Natur
In der Myli-Schlucht wachsen viele Feigenbäume, im Unterwuchs des teils dichten Buschwaldes stehen Clematis und der giftige Aronstab. Über der Schlucht sind in den nahen Weißen Bergen beheimatete  Gänsegeier (heller Kopf, Gypaetus fulvus) und Bartgeier (schwarzer Kopf, Gypaetus barbatus), zu beobachten.